# إحياء عمارة المماليك

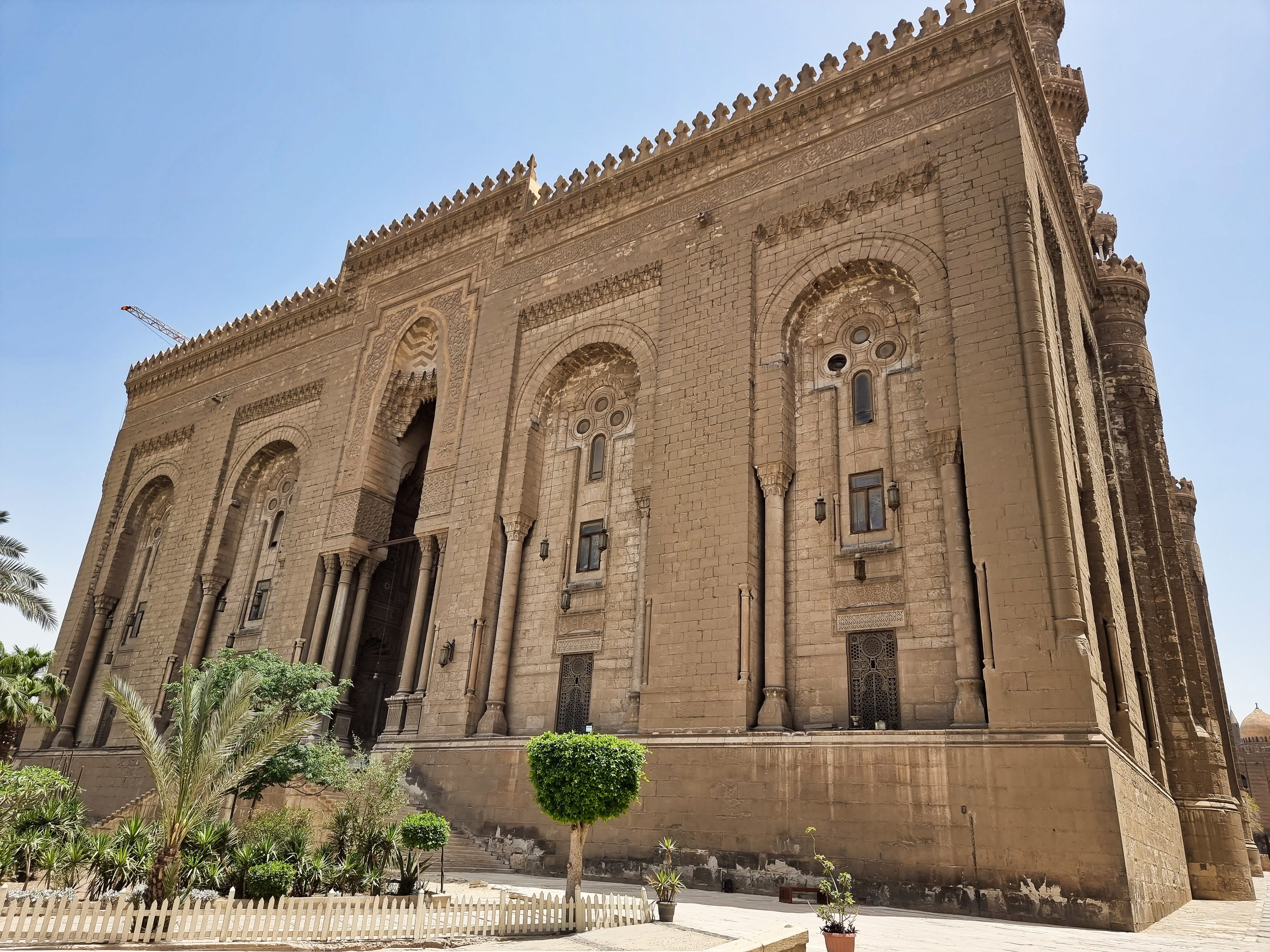
مسجد الرفاعي في القاهرة، أحد أهم نماذج العمارة المملوكية الحديثة. بدأ بناؤه في عام 1869 على يد المهندس المعماري المصري حسين فهمي باشا وأكمله المهندس المعماري المجري ماكس هيرز في عام 1911.

العمارة المملوكية الجديدة أو عمارة إحياء المماليك هو أسلوب معماري انتشر في مصر في أواخر القرن التاسع عشر وأوائل القرن العشرين. وقد جمع بين مبادئ العمارة الأوروبية الحديثة في ذلك الوقت مع عناصر أسلوب العمارة المملوكية التاريخية في مصر، وقد استخدم في تصميم العديد من المباني الحكومية والمساجد والمباني السكنية في هذا العصر.

## الخلفية التاريخية
نشأ الطراز المعماري المملوكي وترعرع في ظل السلطنة المملوكية (1250-1517م). وحين استولى العثمانيون على السلطنة سنة 1517م، ظل هذا الطراز حاضراً في عمارة القاهرة، وإن امتزج بعناصر من العمارة العثمانية.
ظهرت بواكير إحياء العمارة المملوكية في مطلع القرن التاسع عشر إثر حملة نابليون، التي أثمرت توثيقاً دقيقاً للآثار المصرية فيما نشر لاحقاً بـ"وصف مصر". وحين تولى محمد علي باشا حكم مصر (1805-1848م) مستقلاً عن الدولة العثمانية، استقدم المهندس الفرنسي باسكال كوست ليكون مهندسه الرئيس (1818-1827م)، وكلفه بتصميم مسجده في قلعة القاهرة. قدم كوست تصميماً يحيي الطراز المملوكي، في أول محاولة موثقة من نوعها، معتبراً إياه طرازاً وطنياً يليق بمصر. غير أن محمد علي رفض هذا التصميم، وبعد رحيل كوست، استُكمل المسجد على يد مهندس آخر وفق الطراز العثماني بتأثيرات أوروبية.
تبلور طراز إحياء العمارة المملوكية في أواخر القرن التاسع عشر، وبلغ أوج ازدهاره بين عامي 1870 و1930م. وقد واكب هذا التطور تحولات سياسية واجتماعية كبرى في مصر، لا سيما مع بداية الاحتلال البريطاني عام 1882م. وتضافرت عوامل عدة في نشأة هذا الطراز، منها:
- رد الفعل على الهيمنة العثمانية وتنامي النفوذ الأوروبي في مصر
- بدايات الوعي القومي المصري الحديث الذي تجلى في مساعي محمد علي وخلفائه للاستقلال عن الدولة العثمانية
- إدراك المصريين والأوروبيين المقيمين لخطر اندثار فنون العمارة المملوكية وحِرَفها
- اهتمام الأوروبيين بالطرز التاريخية في الفن والعمارة، بما فيها الفرعونية والإسلامية
- تأسيس لجنة حفظ الآثار العربية القديمة التي تولت توثيق التراث المعماري الإسلامي في مصر وصيانته

ومما يلفت النظر أن محمد علي كان قد آثر الطراز العثماني - سواء في صورته الكلاسيكية أو الباروكية - على الطراز المملوكي في مشاريعه المعمارية، كمسجده في القلعة. غير أن خلفاءه عدلوا عن هذا النهج، إذ وجدوا في العمارة المملوكية، التي ازدهرت إبان عصر القوة والرخاء في تاريخ مصر، طرازاً يليق بتطلعاتهم نحو الاستقلال.

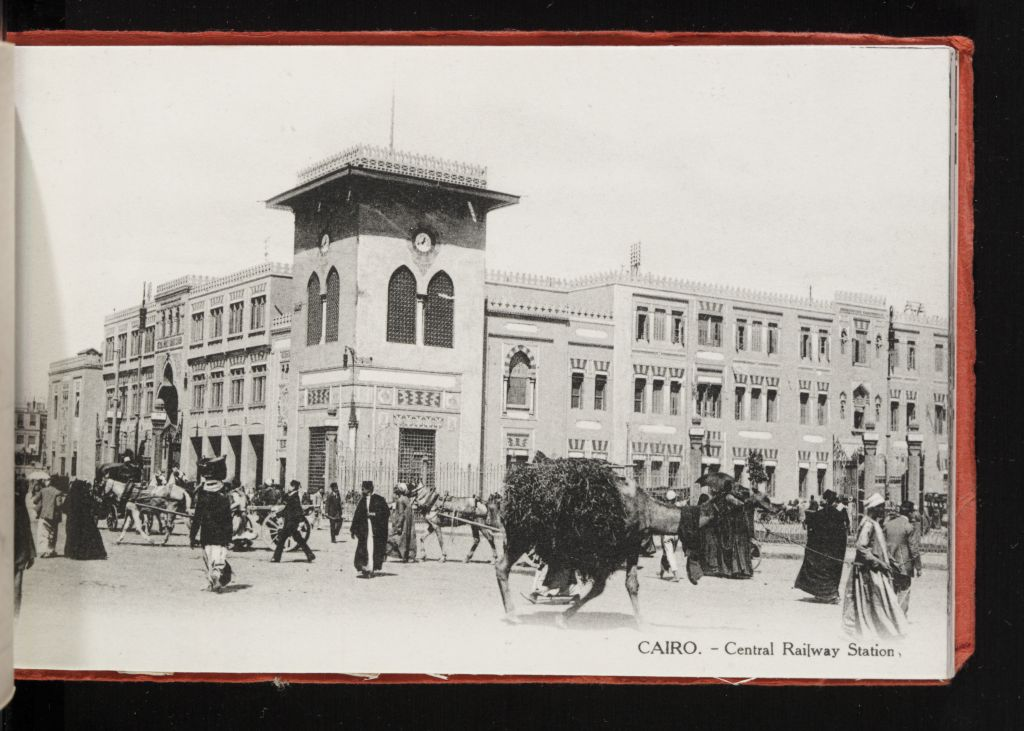
محطة سكة حديد القاهرة (الصورة تعود إلى حوالي عام 1900)، أعيد بناؤها على الطراز المملوكي الجديد من عام 1891 إلى عام 1893

ظهر طراز إحياء العمارة المملوكية في أواخر القرن التاسع عشر على يد المهندس المصري حسين فهمي باشا، حين كلفته الأميرة خوشيار بتصميم مسجد الرفاعي عام 1869م (الذي اكتمل بناؤه عام 1911م). وقد طلبت الأميرة صراحةً أن يُشيَّد المسجد على هذا الطراز الإحيائي. وسرعان ما غدا هذا الطراز، الذي عُرف آنذاك بـ"الطراز العربي"، أسلوباً وطنياً ارتبط بمشاريع الأسرة المالكة، وتنافس في تشييد مبانيه المهندسون المصريون والأوروبيون على حد سواء.
تولت وزارة الأوقاف المصرية دوراً محورياً في تشجيع العمارة المملوكية الجديدة، وبلغت مشاريع البناء والترميم ذروتها بين عامي 1884 و1913م، حين تمتعت الوزارة باستقلال نسبي عن سلطات الاحتلال البريطاني، لا سيما في عهد الخديوي عباس حلمي (1892-1914م). ويؤكد صابر صبري، كبير مهندسي الوزارة (1892-1906م)، في تقريره أن غالبية المنشآت الجديدة التي شُيدت خلال فترة عمله اتبعت الطراز المملوكي الجديد.

## صفات

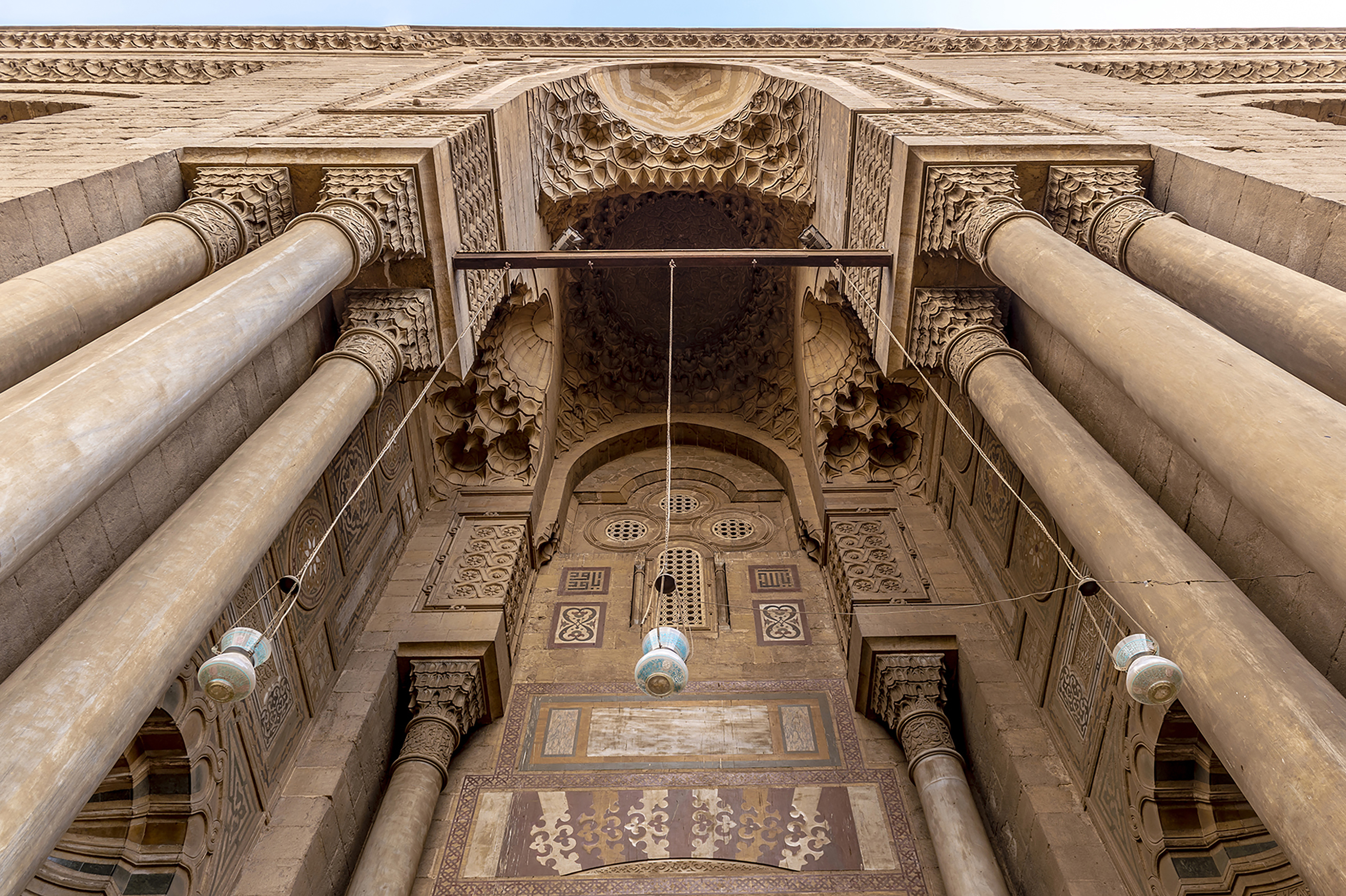
تفاصيل مدخل مسجد الرفاعي، الذي يجسد إحياء الزخارف على الطراز المملوكي، بما في ذلك الأبلق (الحجر متعدد الألوان)، والنقوش العربية، والمقرنصات

تميزت العمارة المملوكية التاريخية بمخططاتها الإبداعية التي تكيفت مع البيئة العمرانية المحلية، مع سعيها في الوقت نفسه للهيمنة عليها بصرياً. وقد برزت في مبانيها البوابات الشامخة والمآذن والقباب، وتزينت واجهاتها بالنقوش الحجرية البديعة والزخارف الحجرية متعددة الألوان، ولا سيما في الأبلق.
مزج الطراز المملوكي الجديد بين الأفكار المعمارية الأوروبية الحديثة وعناصر العمارة المملوكية التاريخية. وفي معظم الحالات، اعتمدت التصاميم المبادئ المعمارية الأوروبية، بينما اقتصرت العناصر المملوكية على الزخارف وبعض جوانب التصميم الداخلي. وقد استُعيدت العناصر الزخرفية المملوكية في هذا السياق، ومنها: الأبلق، والزخارف النباتية والهندسية المتشابكة، والنقوش الخطية العربية الكبيرة، والمقرنصات. وتميزت المباني التي صُممت في تسعينيات القرن التاسع عشر ومطلع القرن العشرين - إبان نشاط وزارة الأوقاف في أوجه - بالتزامها الدقيق بالأصول التاريخية، مما يعكس فهماً أعمق للطراز المملوكي التاريخي مقارنة بالمحاولات السابقة لإحياء الطراز الإسلامي أو العربي.

## أمثلة رئيسية

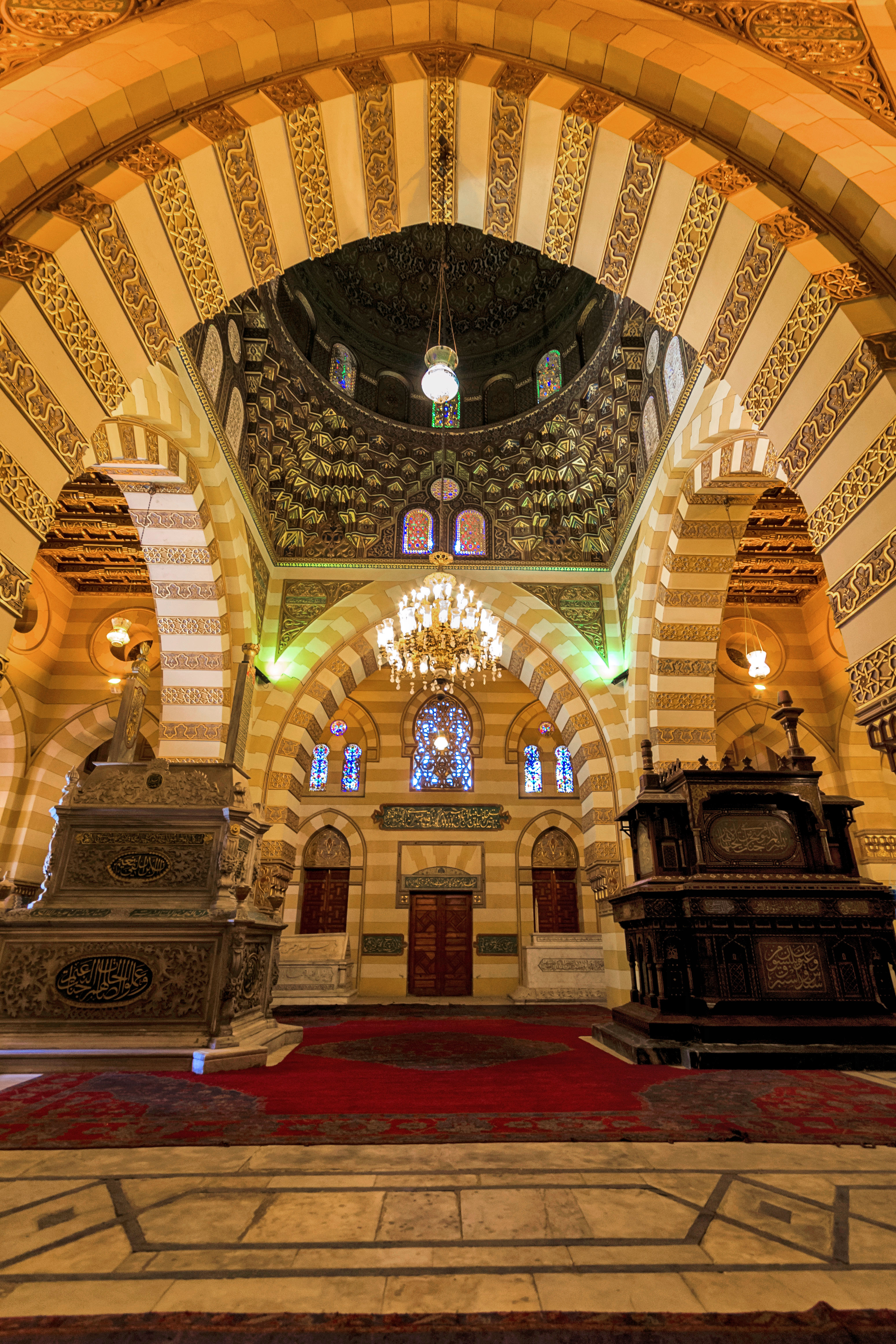
داخل قبة أفندينا في القاهرة (1894)، بقلم ديمتري فابريسيوس بك

يُعد مسجد الرفاعي في القاهرة من أبرز معالم الطراز المملوكي الجديد. بدأ بناؤه عام 1869م على يد المهندس المصري حسين فهمي باشا، ثم توقف العمل من عام 1880م حتى 1906م، حين استؤنف تحت إشراف المهندس النمساوي المجري ماكس هيرتز (الذي كان يرأس لجنة حفظ الآثار العربية آنذاك)، واكتمل البناء عام 1912م. ويُرجح أن فهمي استلهم تصميمه للواجهة الرئيسة من مقترح باسكال كوستي الأصلي لمسجد محمد علي، أو كان على الأقل مطلعاً عليه. وقد عكس تركيزه على التناظر في الواجهة احتراماً للمبادئ المعمارية الأكاديمية السائدة في عصره. وحين تولى هيرتز العمل عام 1906م، رأى أن إيلاء فهمي اهتماماً كبيراً بالتناظر يبتعد عن الطراز المملوكي الأصيل، لكنه لم يتمكن من إجراء تعديلات جوهرية على المخطط لفوات الأوان، فاكتفى بإبراز التفاصيل المملوكية بصورة أوضح.
شُيد مسجد السيدة عائشة في القاهرة - الذي كان يُعرف سابقاً بمسجد أولاد عنان - على طرازه الحالي بين عامي 1894 و1896م. وكان موقعه الأصلي مقابل محطة رمسيس الحالية، حيث يقع مسجد الفتح اليوم، قبل أن يُنقل عام 1979م إلى موقعه الحالي قرب القلعة ويُعاد تسميته. وقد حل هذا المسجد محل مسجد وضريح قديمين دُمرا إبان الحملة الفرنسية. ويُنسب طرازه المملوكي الجديد إلى لجنة حفظ الآثار العربية أو إلى صابر صبري، كبير مهندسي وزارة الأوقاف وعضو اللجنة آنذاك.
خضع مسجد السيدة نفيسة في القاهرة لإعادة تشكيل على الطراز المملوكي الجديد عام 1895م، بعد أن تعرض المبنى السابق لأضرار جراء حريق عام 1892م. ويُرجح أن المهندس المعماري كان صابر صبري، وإن كان المبنى القائم اليوم قد يضم إضافات لاحقة من أعمال الترميم التي جرت عام 1972م.

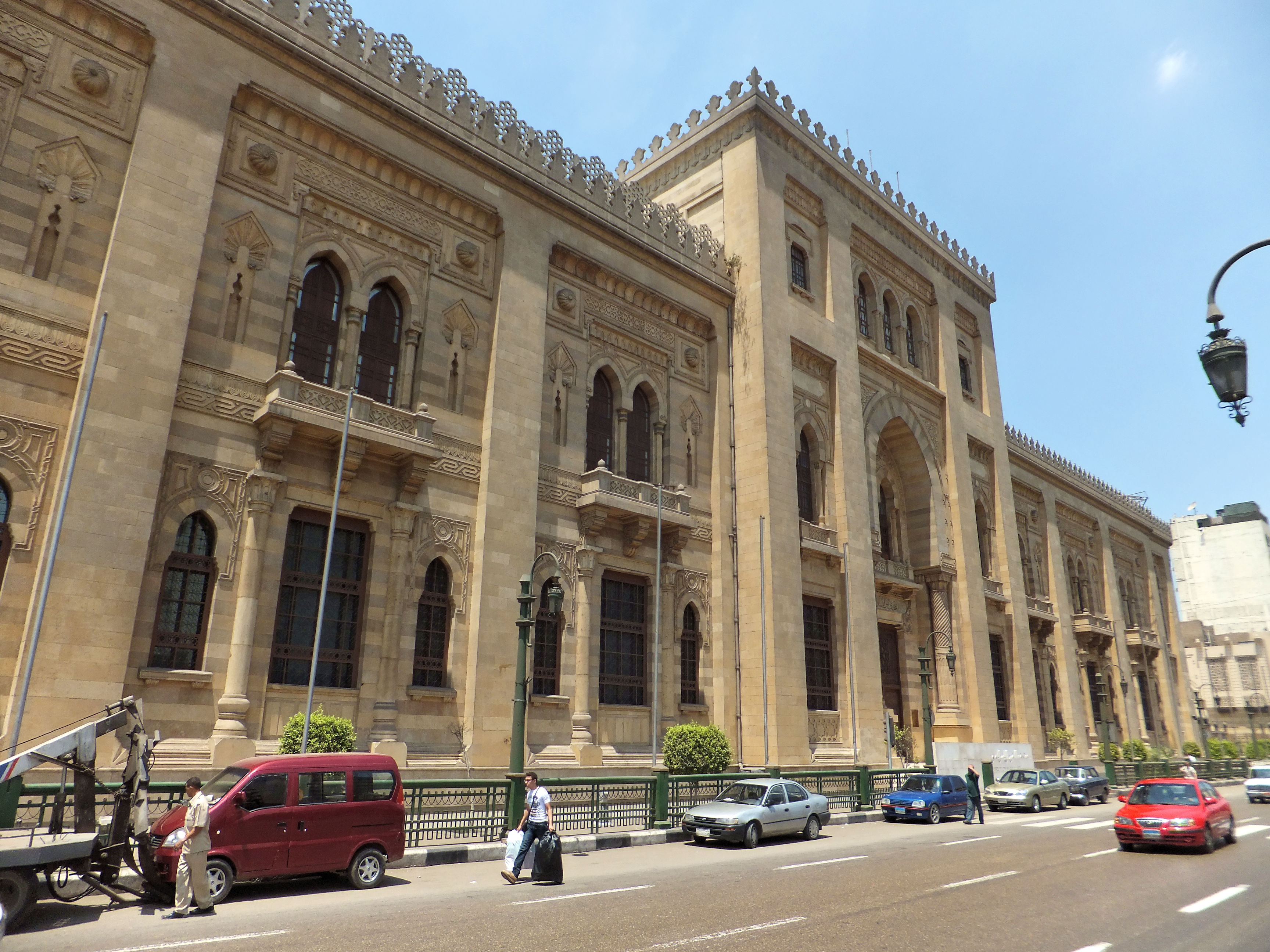
واجهة متحف الفن الإسلامي بالقاهرة (1903)، للفنان ألفونسو مانيسكالو

لم يقتصر الطراز المملوكي الجديد على المساجد، بل شاع استخدامه في المباني الحكومية وقصور الأعيان من المصريين والأوروبيين. كما تزينت واجهات كثير من العمارات السكنية آنذاك بعناصر من هذا الطراز، ولا سيما في الضواحي الجديدة والناشئة بالقاهرة، مثل شبرا ، والعباسية ، وجاردن سيتي ، ومصر الجديدة . 
شُيد مبنى وزارة الأوقاف بين عامي 1896 و1898م، ثم أضيفت إليه مراحل بناء أخرى في عامي 1911 و1929م. وقد تعاقب على تصميمه عدة مهندسين نظراً لتعدد مراحل البناء، منهم صابر صبري ومحمود فهمي وماريو روسي. ولما كان المبنى مجمعاً إدارياً كبيراً يتوسطه فناء داخلي، فإن تصميمه لم يحاكِ أياً من المباني المملوكية التاريخية. ولذا جاء المبنى أكثر ابتكاراً وتنوعاً في اقتباساته من التراث المملوكي.

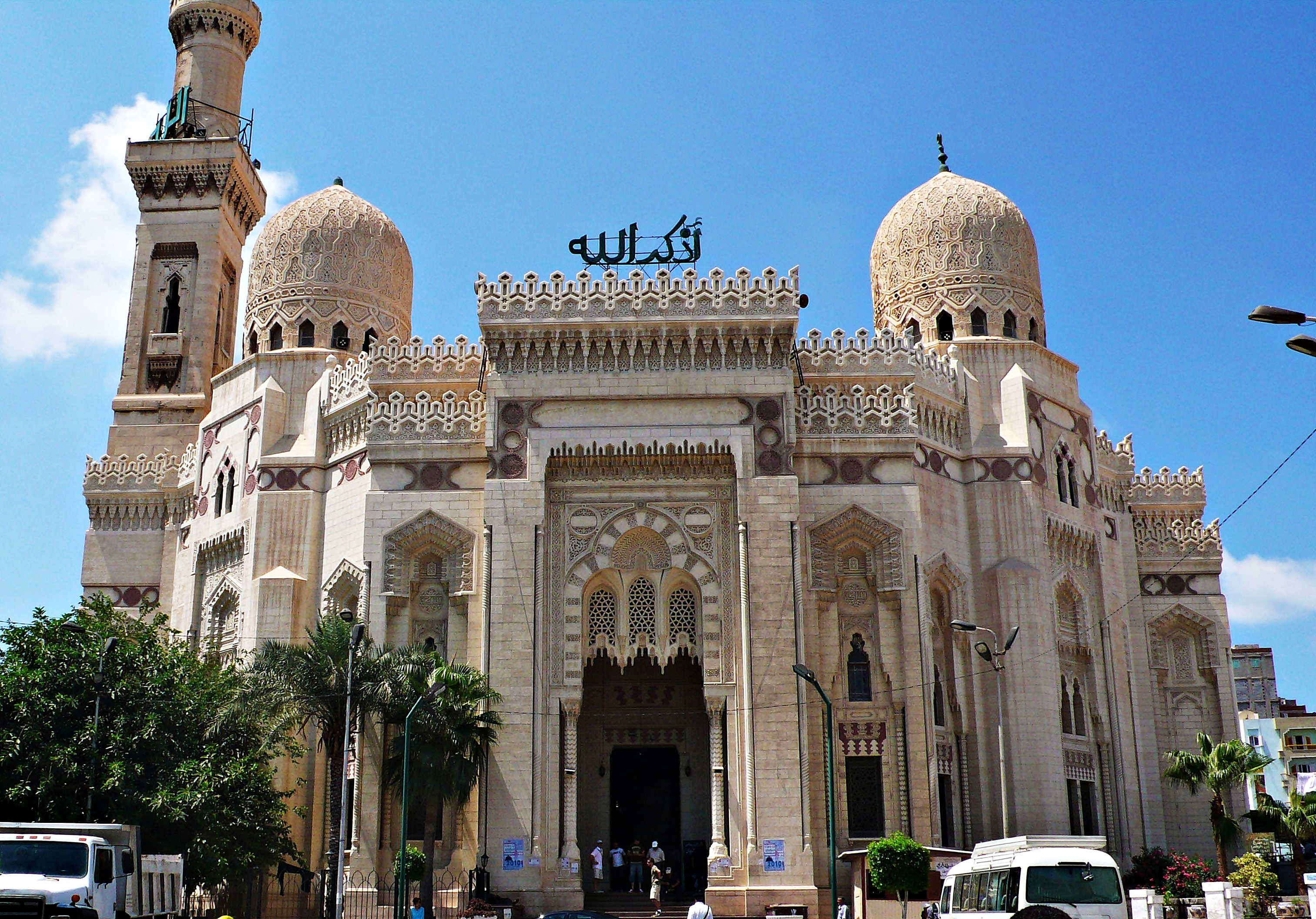
مسجد أبو العباس المرسي بالإسكندرية (1929–1945)، رسم يوجينيو فالزيانا وماريو روسي

ومن الأمثلة الأخرى للمباني المملوكية الجديدة:
- مسجد السيدة زينب في القاهرة، اكتمل بناؤه سنة 1885 أو 1887. [2] [3]
- قبة أفندينا (ضريح محمد توفيق باشا )، بتكليف من عباس حلمي واكتمل بناؤها في عام 1894. وقد صممها ديمتري فابريسيوس بك، كبير المهندسين المعماريين في الخديوية في ذلك الوقت. [4] [5]
- الرواق العباسي، وهو ملحق بالجامع الأزهر بني بين عامي 1894 و1898. [6] [7]
- متحف الفن الإسلامي في القاهرة، بُني عام 1903 على يد المهندس المعماري الإيطالي ألفونسو مانيسكالو. [8]
- المكتبة الوطنية المصرية ( دار الكتب )، التي بنيت سنة 1904م وصممها ألفونسو مانيسكالو، [2] وهي ملحقة بمتحف الفن الإسلامي. [9]
- مسجد السيدة سكينة (1904)، الذي يتميز بتصميم أرضي مستوحى من الطراز العثماني مع زخارف مملوكية جديدة. [10]
- تم افتتاح محطة سكة حديد القاهرة (محطة رمسيس حاليًا) لأول مرة في عام 1856 ولكنها دمرت بالحريق في عام 1882، وتم إعادة بنائها بين عامي 1891 و1893 على الطراز المملوكي الجديد. [11] وكان المهندس حسين فهمي باشا. [12]
- مسجد أبو العباس المرسي في الإسكندرية (1929-1945) من تصميم المهندسين المعماريين الإيطاليين يوجينيو فالزيانا وماريو روسي، والذي تم تصميم واجهته الخارجية على الطراز المملوكي الجديد، مع الإلهام من أواخر العصر المملوكي على وجه الخصوص. [13]
- ضريح أحمد حسنين بك في الجبانة الشمالية بالقاهرة، صممه حسن فتحي سنة 1946. [14]

### الاستشهادات
1. ↑  Avcıoğlu، Nebahat؛ Volait، Mercedes (2017). ""Jeux de miroir": Architecture of Istanbul and Cairo from Empire to Modernism". في Necipoğlu، Gülru؛ Barry Flood، Finbarr (المحررون). A Companion to Islamic Art and Architecture. Wiley Blackwell. ص. 1140–1142. ISBN:9781119068570.
2. 1 2  Rabbat 2010، صفحة 187.
3. ↑  Williams 2018، صفحة 184.
4. ↑  Williams 2018، صفحة 289.
5. ↑  Volait 2006، صفحة 141.
6. ↑  Avcıoğlu، Nebahat؛ Volait، Mercedes (2017). ""Jeux de miroir": Architecture of Istanbul and Cairo from Empire to Modernism". في Necipoğlu، Gülru؛ Barry Flood، Finbarr (المحررون). A Companion to Islamic Art and Architecture. Wiley Blackwell. ص. 1140–1142. ISBN:9781119068570.Avcıoğlu, Nebahat; Volait, Mercedes (2017). ""Jeux de miroir": Architecture of Istanbul and Cairo from Empire to Modernism". In Necipoğlu, Gülru; Barry Flood, Finbarr (eds.). A Companion to Islamic Art and Architecture. Wiley Blackwell. pp. 1140–1142. ISBN 9781119068570.
7. ↑  Rabbat 2010، صفحة 95.
8. ↑  Williams 2018، صفحات 172–173.
9. ↑  Elshahed 2010، صفحة 74.
10. ↑  Williams 2018، صفحة 142.
11. ↑  Volait 2006، صفحة 142.
12. ↑  Shalakany, Amr (2001). "Sanhuri, the historical origins of comparative law in the Arab World". In Riles, Annelise (ed.). Rethinking the Masters of Comparative Law (بالإنجليزية). Hart Publishing. pp. 183–184. ISBN:978-1-84113-289-1.
13. ↑  O'Kane, Bernard (2016). The Mosques of Egypt (بالإنجليزية). American University of Cairo Press. pp. 317–319. ISBN:9789774167324.
14. ↑  Elshahed 2010، صفحة 79.